# Ray Stephen
Ray Stephen, né le 9 décembre 1962 à Aberdeen, est un footballeur écossais qui évoluait au poste d'attaquant.

## Biographie
Avec le club français de l'AS Nancy Lorraine, il inscrit 21 buts en Division 2 lors de la saison 1987-1988, puis 17 buts dans ce même championnat lors de la saison 1989-1990. Lors de la saison 1987-1988, il se classe deuxième meilleur buteur du Groupe B de D2, derrière Patrick Martet.
Le 30 avril 1988, il inscrit un triplé contre le FC Lorient. Par la suite, le 5 août 1989, il marque un nouveau triplé, lors d'un match contre le Cercle Dijon. Il inscrit encore un triplé le 19 août 1989, contre le FC Chaumont.
En Division 1, il inscrit deux doublés avec Nancy : le premier, contre le Toulouse Football Club en novembre 1986, et le second, sur la pelouse de l'AJ Auxerre en juin 1987.
Le bilan de sa carrière en France s'élève à 53 matchs en Ligue 1 pour 10 buts, et 97 matchs en Ligue 2 pour 44 buts.

## Palmarès

### En club
- Champion de France de D2 en 1990 avec l'AS Nancy Lorraine

### En équipe nationale
- Une sélection et 0 but en équipe d’Écosse espoirs en 1982.